# Ikuta-Schrein

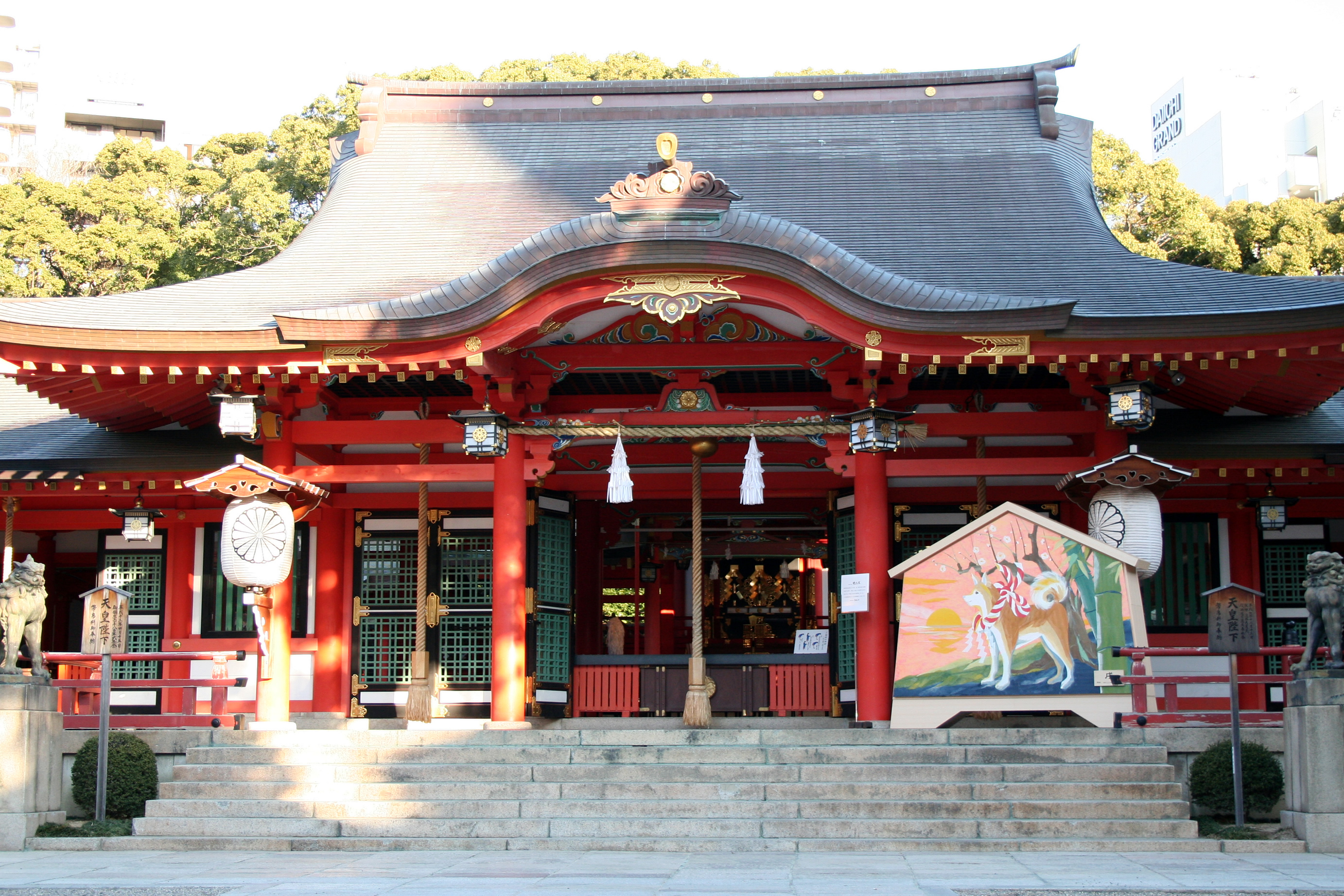
Die Haupthalle (Honden) des Schreins

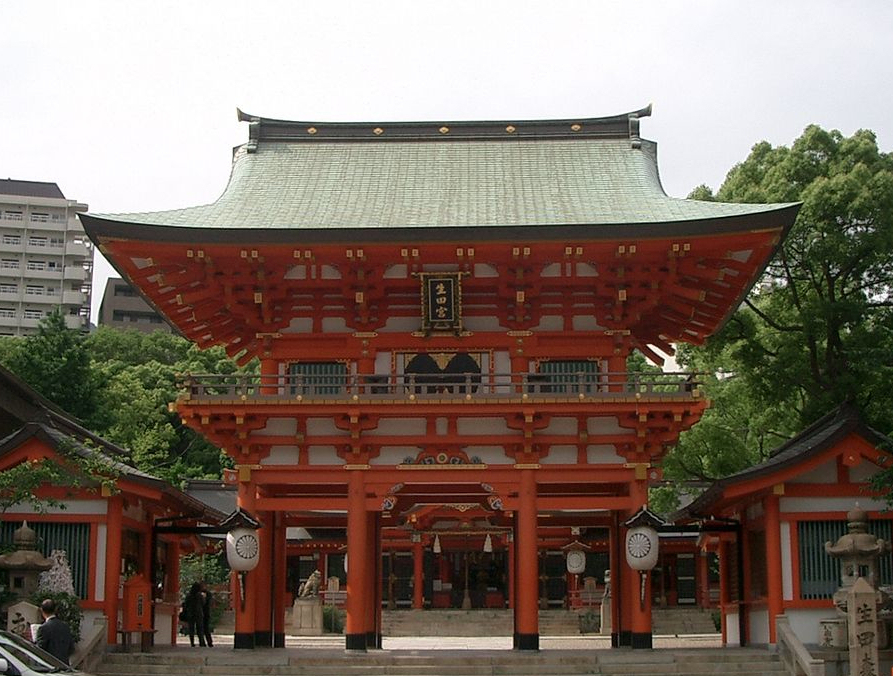
Das Turmtor (Rōmon) des Schreins

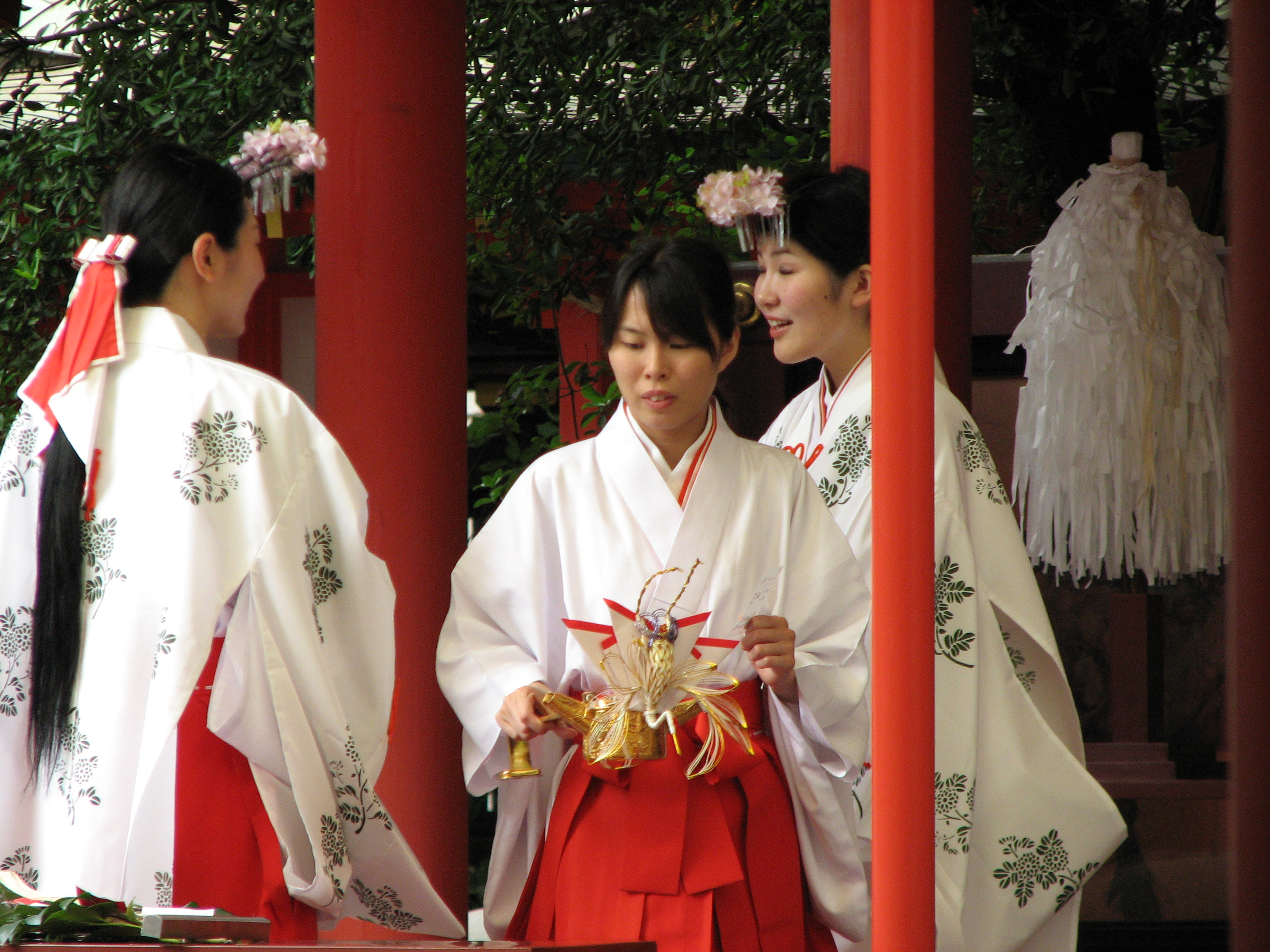
Miko am Schrein bei den Vorbereitungen zu einer Hochzeitszeremonie

Der Ikuta-Schrein (japanisch 生田神社, Ikuta-jinja) ist ein Shintō-Schrein im Stadtbezirk Chūō-ku (im Bereich des ehemaligen Stadtbezirks Ikuta-ku) von Kōbe, Japan und ist wahrscheinlich einer der ältesten Schreine des Landes.

## Geschichte
Dem Nihonshoki zufolge wurde er zu Beginn des 3. Jahrhunderts von der legendären Kaisergemahlin Jingū-kōgō gegründet, um die Kami Waka-hiru-me einzuschreinen. Außerdem soll der Schrein als Zentrum für Willkommensfeiern gedient haben, die man für heimkehrende Krieger der jüngsten Versuche, Korea zu invadieren, ausrichtete. Ein weiterer Kami des Schreins ist Saruda-hiko, der auf einer Straßenkreuzung die Ankunft von Prinz Ninigi auf Erden erwartet und ihn dann geführt haben soll. Er wird im Dai-kai-jinja (einem Nebenschrein (massha)) verehrt.
Um 806 wurden auf Geheiß des Kaisers Heizei 40 Kambe-Familien um den Schrein angesiedelt, um den Opferreis anzubauen. Die Lesung des ursprünglichen Namens des so entstandenen „Kambe-Dorfes“ Kambe-mura soll im Laufe der Zeit zu Kōbe-mura abgewandelt worden sein. Der Schrein wird damit als Keimzelle der heutigen Stadt Kōbe angesehen.
Während des Gempei-Kriegs im 12. Jahrhundert fanden Teile der Schlacht von Ichi-no-Tani in und um den Schrein statt. Markierungen im Wald hinter dem Schrein zeugen noch davon, die meisten Spuren sind jedoch mittlerweile durch die intensive Bebauung im Stadtgebiet Kōbe nicht mehr nachvollziehbar.
Bis zur Meiji-Restauration war das Priesteramt im Schrein erblich.

## Standort
Ursprünglich auf dem Berg Isago, östlich des Nunobiki-Wasserfalls (布引の滝, nunobiki no taki) errichtet, musste er während der ersten Aufstiegsphase des Buddhismus in Japan dem Kloster Ryūshō-ji weichen und wurde im Jahr 690 an den Fuß des Berges Isago verlegt. Bei einem Hochwasser des Flusses Nunobiki im 8. Jahrhundert wurde der Schrein schwer von umgestürzten Kiefern beschädigt. So verlegte man ihn ein weiteres Mal, diesmal in einen Wald auf der Westseite des Flusses, seinem heutigen Standplatz. Das Anpflanzen von Kiefern wurde verboten, stattdessen finden sich nun insbesondere mächtige Kampferbäume im Umfeld des Schreins.

## Feste
Eigentlich gilt Waka-hiru-me als eine von Amaterasus jüngeren Schwestern, hier wird sie aber als nigi-mitama von Amaterasu verehrt. Daran erinnert besonders das Ikuta-matsuri am 14. April, an dem der großen Flut gedacht wird, die vom Nunobiki-Wasserfall aus die Kiefern des Schreins weggespült hatte, woraus man schloss, dass Amaterasu keine Kiefern mochte. Daraus entstand eine lokale Sitte, wonach Gemeindemitglieder ihre Häuser zu Neujahr nicht mehr mit Kiefernzweigen behängen, wie es im Rest von Japan Tradition ist.
Gegenwärtig werden jährlich während des Herbstfestes von Ikuta (akimatsuri) zwei Nō-Theaterstücken, Ebira und Ikuta Atsumori, in der Nähe des Schreins aufgeführt. In ihnen werden Teile des Genpei-Kriegs nacherzählt.